# Notte e giorno (film)
Notte e giorno (Nuit et jour) è un film del 1991 diretto da Chantal Akerman.